# Sinop FC
Sinop FC is een Braziliaanse voetbalclub uit Sinop in de staat Mato Grosso. 

## Geschiedenis
De club werd in 1977 opgericht. De club werd al drie keer staatskampioen.  

## Erelijst
Campeonato Mato-Grossense
1990, 1998, 1999